# بابونه زاگرسی
بابونه زاگرسی، بابونه سوری (نام علمی: Anthemis haussknechtii) نام یک گونه از سرده بابونه است.